# NGC 5407
NGC 5407 (другие обозначения — UGC 8930, MCG 7-29-33, ZWG 219.40, NPM1G +39.0338, PGC 49890) — галактика в созвездии Гончие Псы.
Этот объект входит в число перечисленных в оригинальной редакции «Нового общего каталога».